# إدوارد كارسون
إدوارد كارسون (بالإنجليزية: Edward Carson)‏ هو محامي وقاضي وسياسي بريطاني (وحمل سابقاً جنسية المملكة المتحدة لبريطانيا العظمى وأيرلندا)، ولد في 9 فبراير 1854 في دبلن في جمهورية أيرلندا، وتوفي في 22 أكتوبر 1935 في المملكة المتحدة. حزبياً، نشط في حزب المحافظين.

## مناصب
- انتخب وزير.
- في الانتخابات العمومية البريطانية 1892 [الإنجليزية]‏، انتخب عضو برلمان المملكة المتحدة الـ25 عن دائرة Dublin University ‏ (4 يوليو 1892 – 8 يوليو 1895).
- في الانتخابات العمومية البريطانية 1895 [الإنجليزية]‏، انتخب عضو برلمان المملكة المتحدة الـ26 عن دائرة Dublin University ‏ (13 يوليو 1895 – ).
- في الانتخابات العمومية البريطانية 1900 [الإنجليزية]‏، انتخب عضو برلمان المملكة المتحدة الـ27 عن دائرة Dublin University ‏ ( – 8 يناير 1906).
- في الانتخابات العامة في المملكة المتحدة 1906 [الإنجليزية]‏، انتخب عضو برلمان المملكة المتحدة الـ28 عن دائرة Dublin University ‏ (12 يناير 1906 – 10 يناير 1910).
- في الانتخابات العمومية البريطانية في يناير 1910 [الإنجليزية]‏، انتخب عضو برلمان المملكة المتحدة الـ29 عن دائرة Dublin University ‏ (15 يناير 1910 – 28 نوفمبر 1910).
- في الانتخابات العمومية البريطانية في ديسمبر 1910 [الإنجليزية]‏، انتخب عضو برلمان المملكة المتحدة الـ30 عن دائرة Dublin University ‏ (3 ديسمبر 1910 – 25 نوفمبر 1918).
- في الانتخابات العمومية البريطانية 1918 [الإنجليزية]‏، انتخب عضو برلمان المملكة المتحدة الـ31 عن دائرة Belfast Duncairn (UK Parliament constituency) [الإنجليزية]‏ (14 ديسمبر 1918 – 1 يونيو 1921).
- انتخب عضو مجلس الشورى البريطاني.
- انتخب عضو مجلس الملكة الخاص بأيرلندا.
- انتخب Solicitor-General for Ireland [الإنجليزية]‏ (20 يونيو 1892 – 11 أغسطس 1892).
- انتخب النائب العام لإنجلترا وويلز [الإنجليزية]‏ ( – 4 ديسمبر 1905).
- انتخب النائب العام لإنجلترا وويلز [الإنجليزية]‏ (25 مايو 1915 – 19 أكتوبر 1915).
- انتخب زعيم معارضة (19 أكتوبر 1915 – 6 ديسمبر 1916).
- انتخب عضو مجلس اللوردات.

## روابط خارجية
- إدوارد كارسون على موقع الموسوعة البريطانية (الإنجليزية)